# فرودگاه استوان\بریانت
فرودگاه استوان\بریانت (به انگلیسی: Estevan/Bryant Airport) یک فرودگاه همگانی است که یک باند فرود چمن دارد و طول باند آن ۴۵۷ متر است. این فرودگاه در کشور کانادا قرار دارد و در ارتفاع ۶۰۰ متری از سطح دریا واقع شده است.